# Marzia Antinori
Marzia Antinori (Roma, 20 luglio 1973) è un'ex cestista italiana.
Ala di 180 cm, ha giocato in Serie A1 con Messina.

## Biografia
Sposata - Due figli. 
Sorella di Federico Antinori anche lui cestista. Il figlio Davide Marchello è un nuotatore della Nazionale Italiana di Nuoto di Fondo in Acque Libere e Campione Italiano di Nuoto. 

## Palmarès
- Campionato italiano di Serie A2 d'Eccellenza: 1
Rescifina Messina: 1995-1996